# Эгийн-Гол
Эгийн-Гол, Эг (Эг-Гол, монг. Эгийн гол, Эг гол) — река на севере Монголии. Левый приток Селенги.
Длина реки составляет около 475 км. Вытекает из озера Хубсугул. Высота истока — 1645,2 м над уровнем моря (высота уреза воды озера Хубсугул). Высота устья — 829 м над уровнем моря.
С октября—ноября до середины—конца апреля река замерзает. Берега реки в верховьях лесисты. В среднем течении Эгийн-Гол дробится на множество рукавов, образуя острова, сильно заросшие ивняком. Из рыб в реке водятся хариус, таймень, ленок и другие.
Самый крупный приток — Уурэ-Гол (левый).
Правительство Монголии планирует построить гидроэлектростанцию на реке Эгийн-Гол мощностью 315 мегаватт, на что китайский Эксимбанк в 2015 году выделил льготный заём в 1 млрд долларов. По оценкам некоторых экологов, это может привести к изменению климатических, биологических и гидрологических процессов в экосистеме Селенги и озера Байкал, для которого Селенга является основным источником воды. Планы монгольской стороны вызывают обоснованные протесты жителей российских регионов Прибайкалья. В мае 2017 года, по сообщениям СМИ, проект строительства ГЭС на реке Эгийн-Гол был исключён Китаем из программы «Один пояс и один путь».
В районе строительства будущей ГЭС на реке Эгийн-Гол во время сплошного исследования предполагаемой зоны затопления найдены самые древние из известных в Азии каменных курганов эпохи неолита, датируемые 7-м тысячелетием до нашей эры.